# Stepping Out (film 1919)
Stepping Out è un film muto del 1919 diretto da Fred Niblo. Prodotto dalla Thomas H. Ince Productions, aveva come interpreti Enid Bennett, Niles Welch, Julia Faye.

## Trama
Trascurata dal marito che la sera dell'anniversario del loro matrimonio le racconta che deve restare in ufficio per lavoro, June Hillary lo sorprende al cinema con la sua stenografa. Furibonda, comincia a vestire elegantemente e a uscire di casa insieme ad amici. Conosce così il boss del marito che le fa la corte. Lei si presenta a un tavolo vicino dove si trova il marito con Lillian, la stenografa, invitando la ragazza a cena a casa sua. Al momento di servire in tavola, serve un semplice pasticcio di carne dicendo che non può servire cibi più raffinati, poiché il marito spende un po' troppo fuori casa. Lui, furioso, se ne va via. Quando si calma e torna a casa, trova l'appartamento vuoto.
June, che ora si mantiene dipingendo, chiama un giorno Robert, di modo che possa vedere il loro bambino. L'uomo, pentito e in preda al rimorso, si presenta con un mazzo di fiori, intenerendo la moglie che ora è pronta alla riconciliazione.

## Produzione
Il film fu prodotto dalla Thomas H. Ince Productions.

## Distribuzione
Il copyright del film, richiesto da Thos. H. Ince, fu registrato il 6 agosto 1919 con il numero LP14066.
Distribuito dalla Famous Players-Lasky Corporation e Paramount Pictures, il film uscì nelle sale cinematografiche degli Stati Uniti il 21 settembre 1919.
Non si conoscono copie ancora esistenti della pellicola che viene considerata presumibilmente perduta.